# Iwamizawa, Hokkaidō
Iwamizawa (岩見沢市 Iwamizawa-shi) là một thành phố thuộc tỉnh Hokkaidō, Nhật Bản.